# Troglodytidae
I trogloditidi (Troglodytidae Swainson, 1831) sono una famiglia di uccelli dell'ordine dei passeriformi, noti comunemente come scriccioli.

## Distribuzione e habitat
L'areale della famiglia si estende prevalentemente nel Nuovo Mondo (ecozona neartica ed ecozona neotropicale); una sola specie, lo scricciolo comune (Troglodytes troglodytes), è presente anche in Eurasia, coprendo la totalità dell'ecozona olartica (Neartico e Paleartico).

## Tassonomia
Il Congresso Ornitologico Internazionale (settembre 2013) assegna alla famiglia Troglodytidae i seguenti generi e specie:
- Genere Campylorhynchus

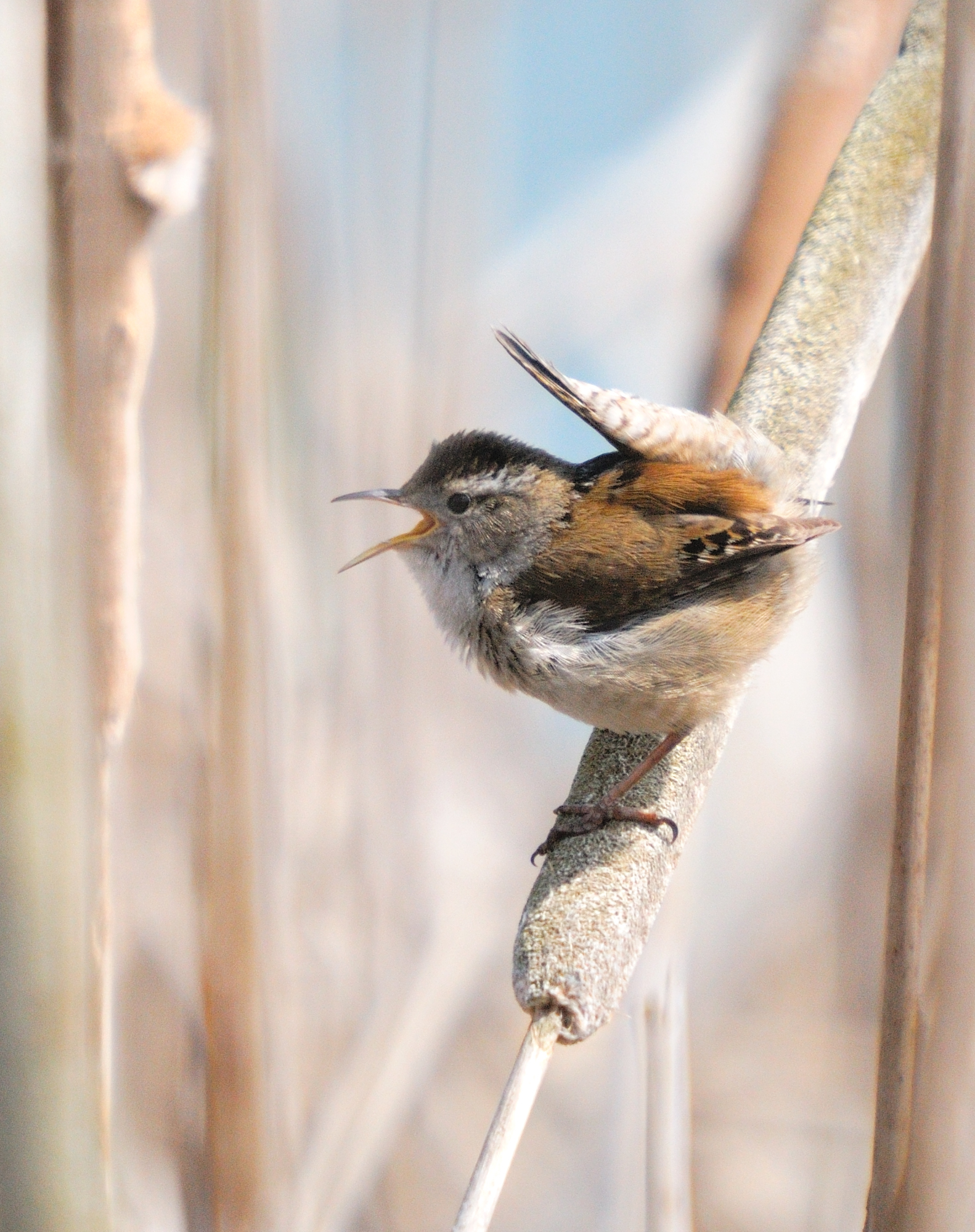
Scricciolo di palude
(Cistothorus palustris)

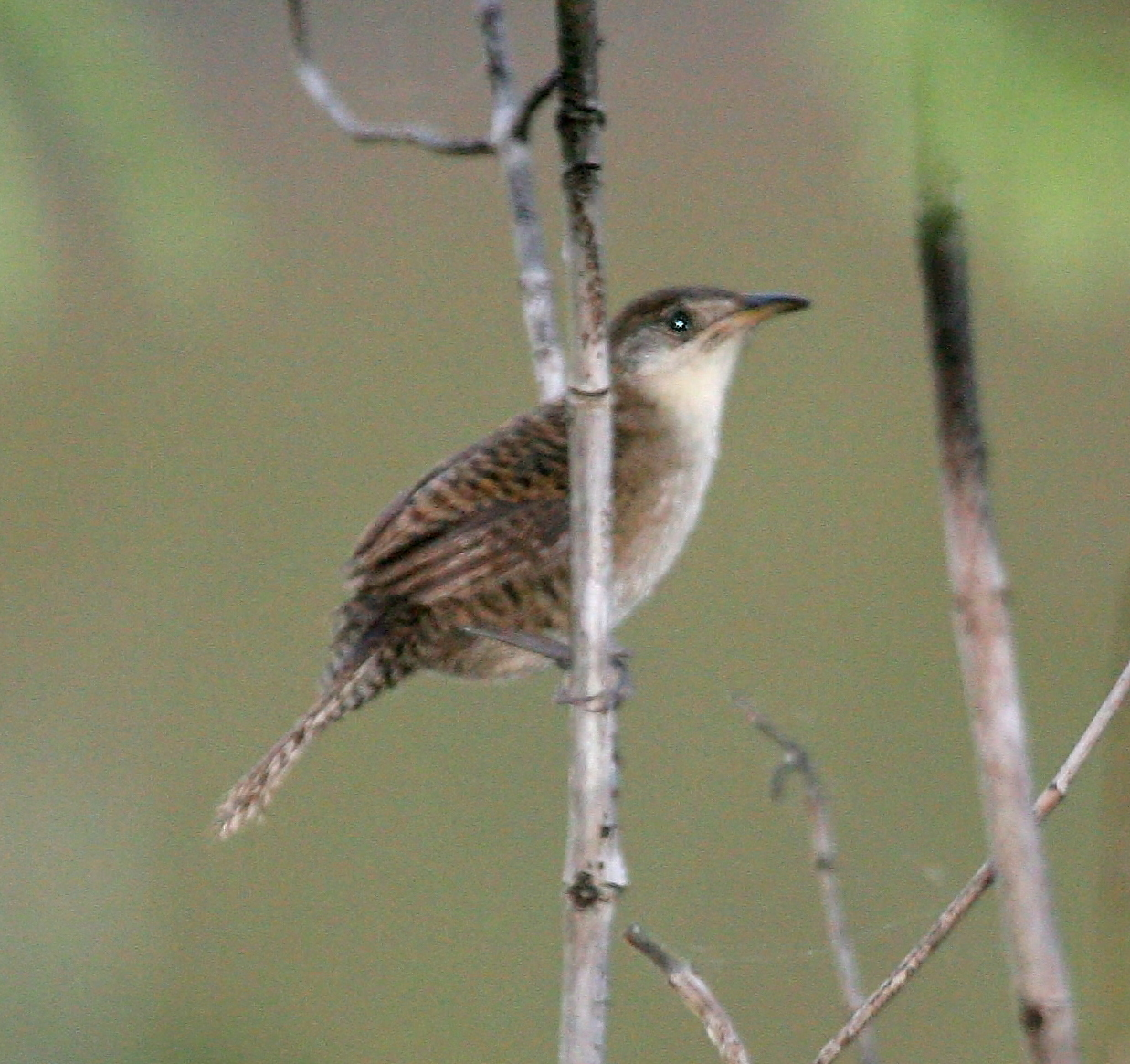
Scricciolo di Zapata
(Ferminia cerverai)

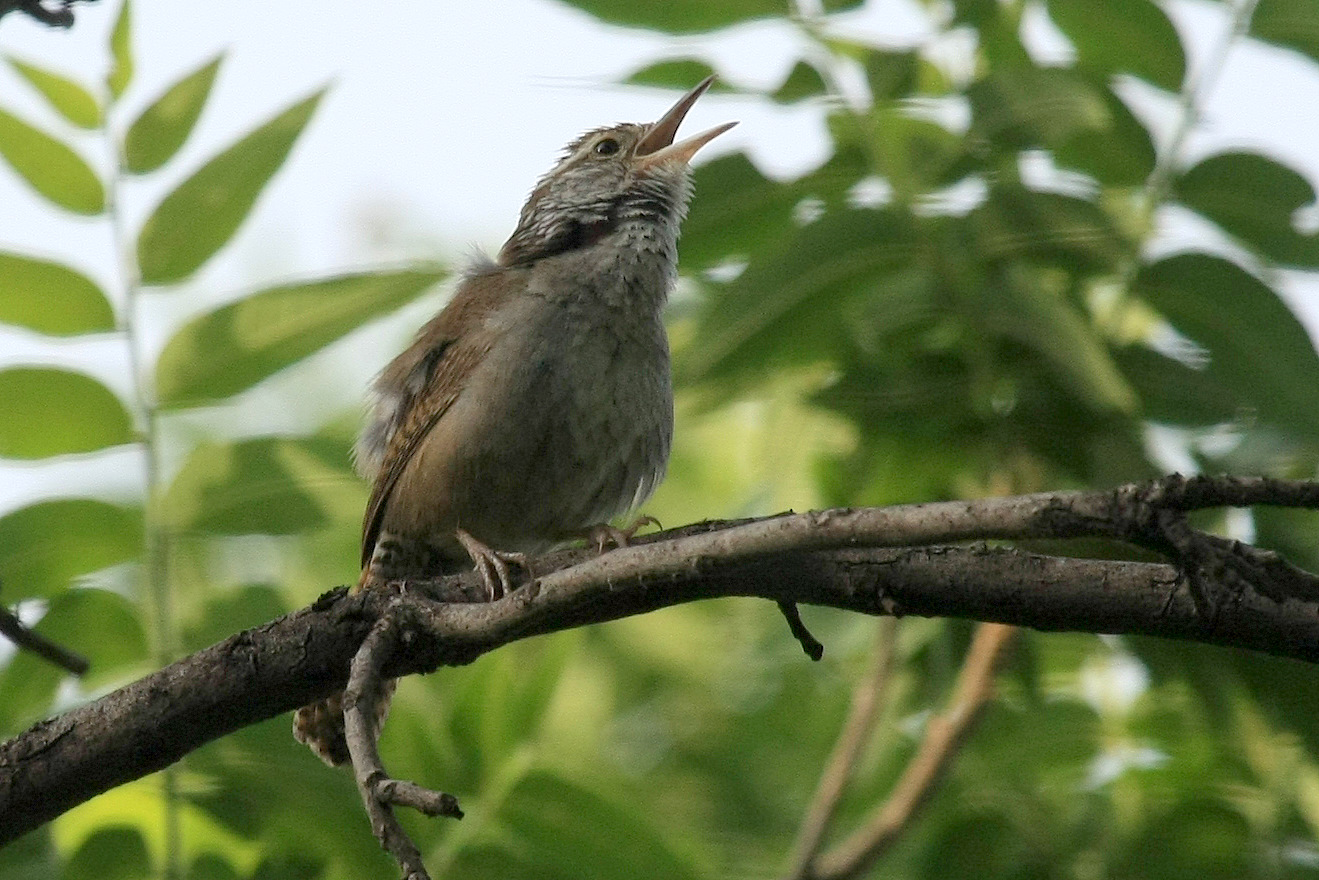
Scricciolo di Sinaloa
(Thryophilus sinaloa)

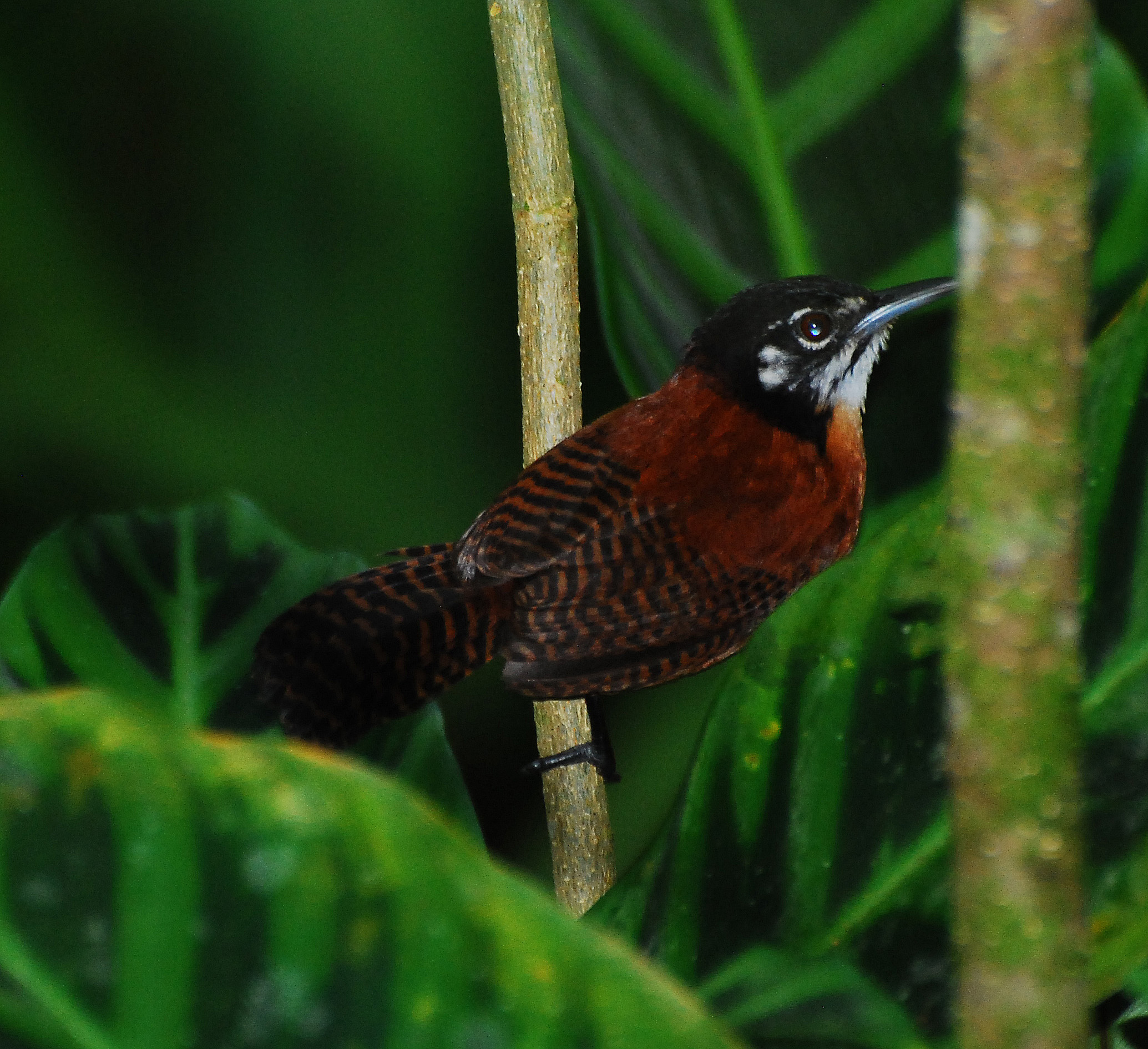
Scricciolo capinero
(Cantorchilus nigricapillus)

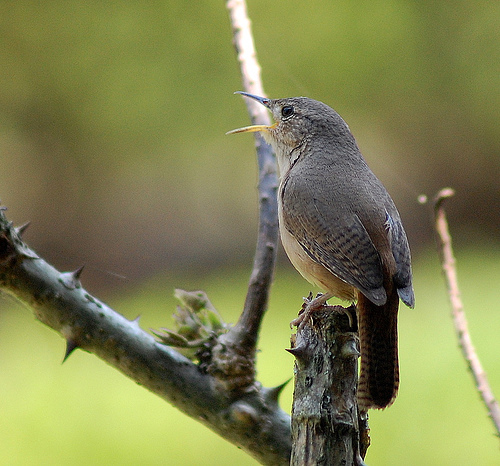
Scricciolo delle case
(Troglodytes aedon)

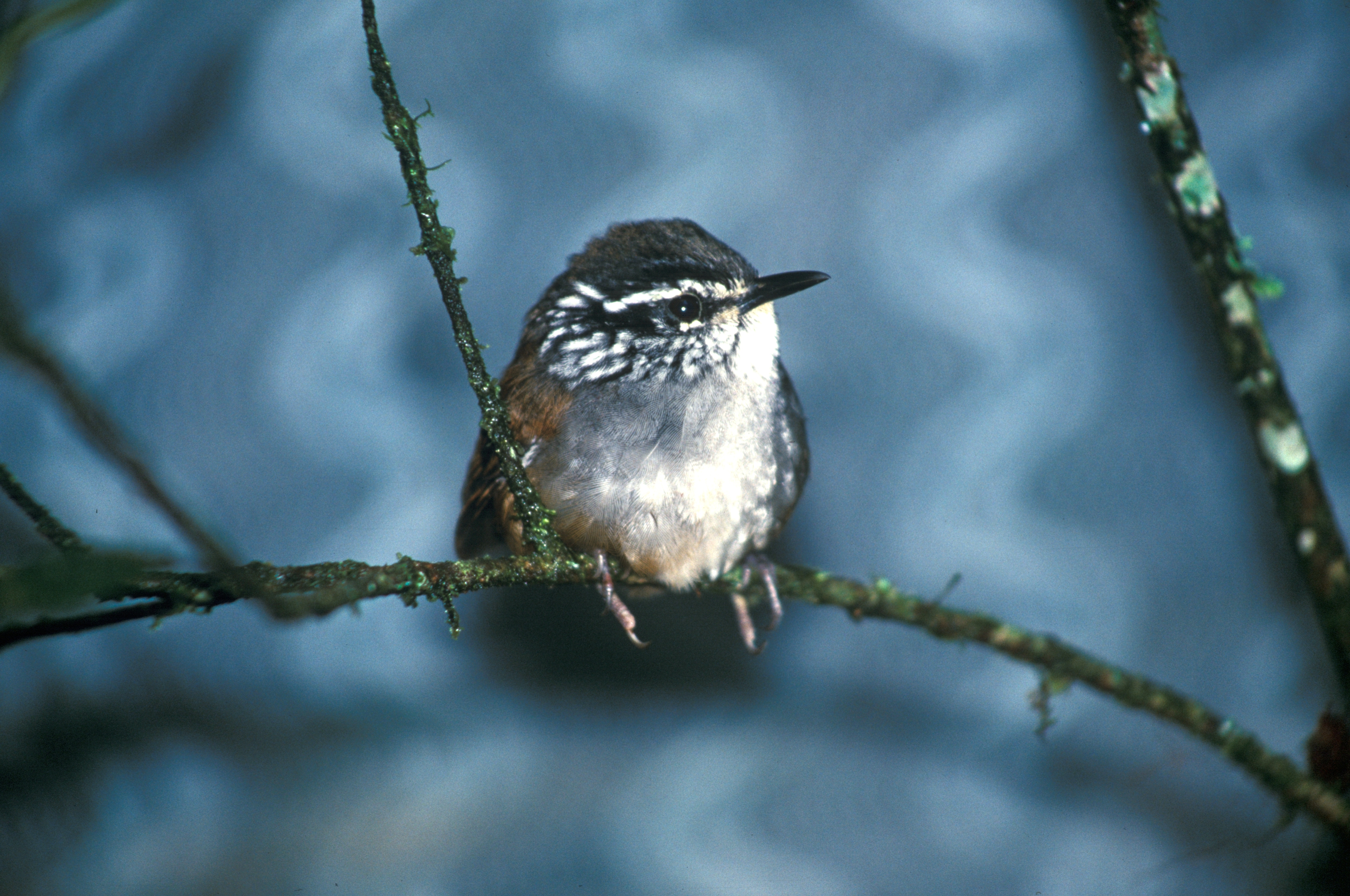
Scricciolo di bosco pettogrigio
(Henicorhina leucophrys)

  - Campylorhynchus albobrunneus (Lawrence, 1862)
  - Campylorhynchus zonatus (Lesson, 1832)
  - Campylorhynchus megalopterus Lafresnaye, 1845
  - Campylorhynchus nuchalis Cabanis, 1847
  - Campylorhynchus fasciatus (Swainson, 1838)
  - Campylorhynchus chiapensis Salvin & Godman, 1891
  - Campylorhynchus griseus (Swainson, 1838)
  - Campylorhynchus rufinucha (Lesson, 1838)
  - Campylorhynchus humilis Sclater, 1857
  - Campylorhynchus capistratus (Lesson, 1842)
  - Campylorhynchus gularis Sclater, 1861
  - Campylorhynchus jocosus Sclater, 1860
  - Campylorhynchus yucatanicus (Hellmayr, 1934)
  - Campylorhynchus brunneicapillus (Lafresnaye, 1835)
  - Campylorhynchus turdinus (Wied-Neuwied, 1821)

- Genere Odontorchilus
  - Odontorchilus branickii (Taczanowski & Berlepsch, 1885)
  - Odontorchilus cinereus (Pelzeln, 1868)

- Genere Salpinctes
  - Salpinctes obsoletus (Say, 1822)

- Genere Catherpes
  - Catherpes mexicanus (Swainson, 1829)

- Genere Hylorchilus
  - Hylorchilus sumichrasti (Lawrence, 1871)
  - Hylorchilus navai Crossin & Ely, 1973

- Genere Cinnycerthia
  - Cinnycerthia unirufa (Lafresnaye, 1840)
  - Cinnycerthia olivascens Sharpe, 1882
  - Cinnycerthia peruana (Cabanis, 1873)
  - Cinnycerthia fulva (Sclater, 1874)

- Genere Cistothorus
  - Cistothorus platensis (Latham, 1790)
  - Cistothorus meridae Hellmayr, 1907
  - Cistothorus apolinari Chapman, 1914
  - Cistothorus palustris (Wilson, 1810)

- Genere Thryomanes
  - Thryomanes bewickii (Audubon, 1827)

- Genere Ferminia
  - Ferminia cerverai Barbour, 1926 - scricciolo di Zapata

- Genere Pheugopedius
  - Pheugopedius atrogularis (Salvin, 1865)
  - Pheugopedius spadix Bangs, 1910
  - Pheugopedius fasciatoventris (Lafresnaye, 1845)
  - Pheugopedius euophrys (Sclater, 1860)
  - Pheugopedius eisenmanni (Parker & O'Neill, 1985)
  - Pheugopedius genibarbis (Swainson, 1838)
  - Pheugopedius mystacalis (Sclater, 1860)
  - Pheugopedius coraya (Gmelin, 1789)
  - Pheugopedius felix (Sclater, 1860)
  - Pheugopedius maculipectus (Lafresnaye, 1845)
  - Pheugopedius rutilus (Vieillot, 1819)
  - Pheugopedius sclateri (Taczanowski, 1879)

- Genere Thryophilus
  - Thryophilus pleurostictus (Sclater, 1860)
  - Thryophilus rufalbus (Lafresnaye, 1845)
  - Thryophilus sernai Lara et al, 2012
  - Thryophilus nicefori (Meyer de Schauensee, 1946)
  - Thryophilus sinaloa Baird, 1864

- Genere Cantorchilus
  - Cantorchilus modestus (Cabanis, 1861)
  - Cantorchilus leucotis (Lafresnaye, 1845)
  - Cantorchilus superciliaris (Lawrence, 1869)
  - Cantorchilus guarayanus (d'Orbigny & Lafresnaye, 1837)
  - Cantorchilus longirostris (Vieillot, 1819)
  - Cantorchilus griseus (Todd, 1925)
  - Cantorchilus semibadius (Salvin, 1870)
  - Cantorchilus nigricapillus (Sclater, 1860)
  - Cantorchilus thoracicus (Salvin, 1865)
  - Cantorchilus leucopogon (Salvadori & Festa, 1899)

- Genere Thryothorus
  - Thryothorus ludovicianus (Latham, 1790)

- Genere Troglodytes
  - Troglodytes troglodytes (Linnaeus, 1758) - scricciolo comune
  - Troglodytes hiemalis Vieillot, 1819 -
  - Troglodytes pacificus Baird, 1864 -
  - Troglodytes tanneri Townsend, 1890 - scricciolo di Tanner
  - Troglodytes aedon Vieillot, 1809 - scricciolo delle case
  - Troglodytes cobbi Chubb, 1908 - scricciolo di Cobb
  - Troglodytes sissonii (Grayson, 1868) - scricciolo di Revillagigedo
  - Troglodytes rufociliatus Sharpe, 1882 - scricciolo cigliarosse
  - Troglodytes ochraceus Ridgway, 1882 - scricciolo ocraceo
  - Troglodytes solstitialis Sclater, 1859 - scricciolo di montagna
  - Troglodytes monticola Bangs, 1899 - scricciolo di Santa Marta
  - Troglodytes rufulus Cabanis, 1849 - scricciolo dei tepui

- Genere Thryorchilus
  - Thryorchilus browni (Bangs, 1902)

- Genere Uropsila
  - Uropsila leucogastra (Gould, 1837)

- Genere Henicorhina
  - Henicorhina leucosticta (Cabanis, 1847)
  - Henicorhina leucophrys (Tschudi, 1844)
  - Henicorhina leucoptera Fitzpatrick, Terborgh & Willard, 1977
  - Henicorhina negreti Salaman et al, 2003

- Genere Microcerculus
  - Microcerculus philomela (Salvin, 1861)
  - Microcerculus marginatus (Sclater, 1855)
  - Microcerculus ustulatus Salvin & Godman, 1883
  - Microcerculus bambla (Boddaert, 1783)

- Genere Cyphorhinus
  - Cyphorhinus thoracicus Tschudi, 1844 - scricciolo pettocastano
  - Cyphorhinus arada (Hermann, 1783) - scricciolo canoro
  - Cyphorhinus phaeocephalus Sclater, 1860 -